# 2015년 롯데 자이언츠 시즌
2015년 롯데 자이언츠 시즌은 롯데 자이언츠가 KBO 리그에 참가한 34번째 시즌이다. 이종운 감독이 새로 부임했으며, 최준석이 주장을 맡았다. 팀은 4선발-5선발을  못 찾고 불펜이 흔들린 데다 투수 보직-로테이션이 무너진 탓인지 5위 경쟁에서 밀려나며 10팀 중 정규시즌 8위에 그쳐 포스트시즌 진출에 실패했다.

## 타이틀
- 프리미어 12 올월드팀: 황재균 (3루수)
- 프리미어 12 금메달: 정대현, 강민호, 황재균, 손아섭
- KBO 사랑의 골든글러브: 강민호
- 플레이어스 초이스 어워드 모범선수상: 강민호
- 플레이어스 초이스 어워드 알리안츠 특별상: 모든 프로야구 선수들
- 조아제약 프로야구대상 프로코치상: 장종훈
- 카스포인트 어워즈 구단 베스트 플레이어: 최준석
- 스포츠동아 창간 7주년 기념 프로야구 레전드 올스타: 박정태 (2루수)
- 3월 한국갤럽 선정 가장 좋아하는 국내 프로야구 선수: 강민호 (2위), 손아섭 (7위)
- 7월 한국갤럽 선정 가장 좋아하는 국내 프로야구 선수: 강민호 (4위), 손아섭 (6위), 황재균 (8위)
- 올스타 선발: 강민호 (포수), 황재균 (3루수)
- 올스타전 추천선수: 송승준, 이성민
- 올스타전 홈런레이스 우승: 황재균
- 미스터올스타: 강민호
- SPORTS KU 선정 고려대학교 올스타 라인업: 마해영 (1루수)
- 컴투스프로야구2022 타이틀홀더 라인업: 린드블럼 (구원투수), 강민호 (포수)
- 컴투스프로야구 트레이드 사가 라인업: 박세웅 (선발투수)
- 컴투스프로야구 선정 고효율 FA 선수: 최준석
- 컴투스프로야구매니저 에이스 카드: 손민한 (우완 선발투수), 주형광 (좌완 선발투수), 박석진 (중계투수), 강상수 (마무리투수), 강민호 (포수), 이대호 (1루수), 박정태 (2루수), 김민재 (유격수), 황재균 (3루수), 박현승 (3루수), 손아섭 (외야수)
- 출장(타자): 황재균, 최준석 (144)
- 볼넷: 최준석 (108)
- 선발등판: 린드블럼 (32)
- 이닝: 린드블럼 (210)
- 상대한 타자 수: 린드블럼 (861)
- 타석 당 피투구수: 최준석 (4.51)
- 투구 수: 린드블럼 (3329)

### 퓨처스리그
- 아시아 윈터 베이스볼 리그 3위: 차재용
- 플레이어스 초이스 어워드 퓨처스리그 우수선수상: 김재유
- 퓨처스 올스타: 구승민, 이인복, 전병우, 김재유

## 선수단
- 선발투수: 린드블럼, 레일리, 송승준, 박세웅, 배장호, 이상화, 이재곤
- 구원투수: 홍성민, 이성민, 강영식, 이명우, 김승회, 최대성, 차재용, 심규범, 허준혁, 정재훈, 김원중, 구승민, 심수창, 김성배, 이정민
- 마무리투수: 정대현, 박진형, 조현우, 이경우, 이인복
- 포수: 강민호, 장성우, 안중열, 김준태
- 1루수: 강로한, 손용석, 김대우, 박종윤
- 2루수: 정훈, 오윤석, 황진수, 박준서
- 유격수: 김대륙, 문규현, 오태곤
- 3루수: 황재균, 이로운
- 좌익수: 아두치, 김문호, 하준호, 임재철, 김주현
- 중견수: 이우민, 김민하
- 우익수: 손아섭, 오현근, 황동채, 조홍석, 백동훈, 김재유
- 지명타자: 최준석, 이창진

## 여담
- 황재균은 10월 4일 kt 위즈와의 정규 시즌 최종전에 3루수로 선발 출전하면서 144경기 체제에서 KBO 리그 역대 최초로 전 경기에 출전한 선수가 되었다.
- 하준호는 외야 보살 22회로 2013년 이후 KBO 리그 역대 단일 시즌 최다 외야 보살 기록을 세웠다.
- 이 시즌 레일리가 마운드에 있을 때 포수들이 총 6번 포일을 저질렀다. 이로써 레일리는 2013년 이후 KBO 리그에서 단일 시즌 포일을 가장 많이 겪은 투수가 되었다.
- 레일리는 이 시즌 단 한 번 구원 등판한 적이 있으며, 해당 경기에서 4구를 투구하며 0.1이닝을 소화했다.
- 강민호는 만루 홈런 4개로 2013년 이후 규정 타석 충족 타자 중 KBO 리그 단일 시즌 최다 기록을 세웠다.
- 손아섭은 투심 타율 0.800으로 2013년 이후 규정 타석 충족 타자 중 단일 시즌 최고 기록을 세웠다.
- 린드블럼은 이 시즌 28피홈런으로 KBO 리그 외국인 투수 최다 기록을 세웠다.
- 린드블럼은 2010년대 KBO 리그 외국인 투수 단일 시즌 최고 WAR 기록을 세웠다.
- 박용운은 이 시즌에 KBO 퓨처스리그에서 통산 처음이자 마지막으로 등판해 0.1이닝을 소화했다. 이후 KBO 퓨처스리그에서의 추가 등판 없이 은퇴하여 KBO 퓨처스리그 사상 통산 최소 이닝 소화 투수가 되었다.